# Alice Sharpe
Alice Louise Sharpe (3 de mayo de 1994) es una deportista irlandesa que compite en ciclismo en las modalidades de pista y ruta. Ganó una medalla de bronce en el Campeonato Europeo de Ciclismo en Pista de 2021, en la prueba de persecución por equipos.

## Medallero internacional
| Campeonato Europeo | Campeonato Europeo | Campeonato Europeo | Campeonato Europeo      |
| Año                | Lugar              | Medalla            | Competición             |
| ------------------ | ------------------ | ------------------ | ----------------------- |
| 2021               | Grenchen (Suiza)   | Medalla de bronce  | Persecución por equipos |

## Palmarés
2018
- 3.ª en el Campeonato de Irlanda en Ruta

2019
- Campeonato de Irlanda en Ruta

2022
- Campeonato de Irlanda en Ruta